# 狄利克雷-杰克逊盆地

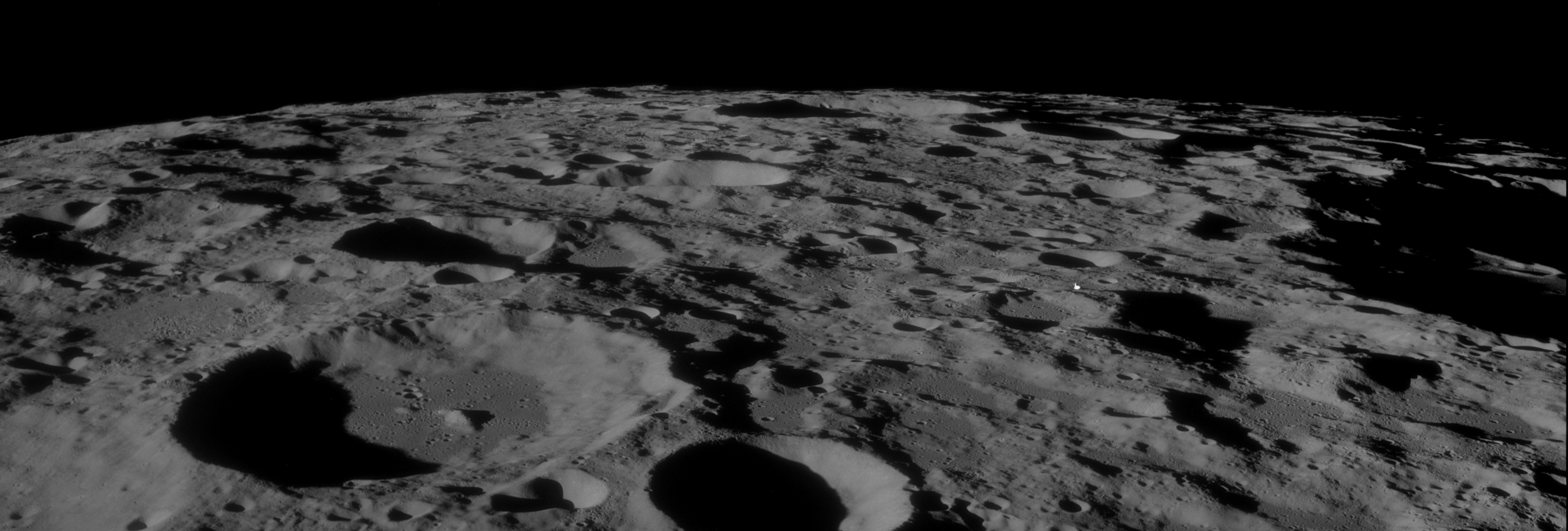
阿波罗11号拍摄的狄利克雷-杰克逊盆地斜视图，地平线中央附近为雷蒙环形山。

狄利克雷-杰克逊盆地是月球背面一座前酒海纪时期的撞击盆地，其名称取自二座陨石坑狄利克雷环形山(东南侧) 和杰克逊环形山(盆地西北)，它位于类似大小的盆地-科罗廖夫环形山的北面。 
由于后续撞击坑的覆盖，该盆地在月表上并不明显。它是从2000年克莱门汀号飞船测绘的地形图上发现的。
盆地内包含的陨坑有：雷蒙环形山、布列季欣环形山、米特拉环形山和亨涅伊环形山(毗邻狄利克雷环形山)以及许多卫星陨石坑。盆地正南有恩格尔伽特陨石坑(及月球之巅)；西南是列别金斯基环形山和茹科夫斯基环形山，而麦克马思环形山位于它的西北，东北则是灿德尔环形山。

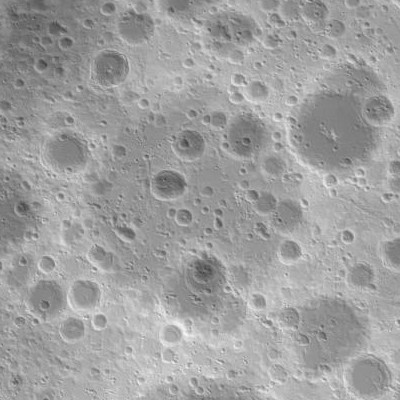
地形图
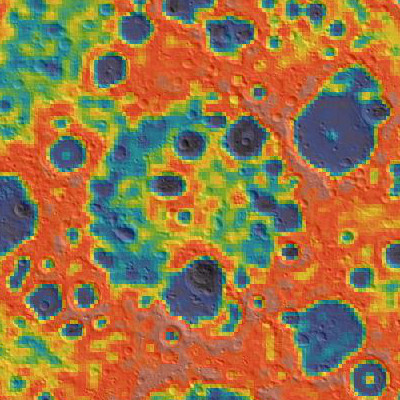
圣杯号绘制的重力图